# دگاسر
دگاسر، روستایی از توابع بخش عمارلو شهرستان رودبار در استان گیلان ایران است.

## جمعیت
این روستا در دهستان کلیشم قرار دارد و براساس سرشماری مرکز آمار ایران در سال ۱۳۸۵، جمعیت آن ۳۴ نفر (۹خانوار) بوده‌است.